# Ștefan Tudor
Ștefan Tudor, né le 3 mars 1943 à Poienarii Burchii et dont la mort est annoncée le 15 février 2021, est un rameur d'aviron roumain. 

## Carrière
Ștefan Tudor participe aux Jeux olympiques de 1972 à Munich et remporte la médaille de bronze avec le deux barré roumain composé de Petre Ceapura et Ladislau Lovrenschi.